# Marcel Dib
Marcel Dib (Marsiglia, 10 agosto 1960) è un dirigente sportivo ed ex calciatore francese, di ruolo centrocampista, direttore sportivo del Tolone.

## Biografia
Dall'8 settembre 2008, Marcel Dib è in possesso di una fabbrica di birra, il « Dib's Café » à La Ciotat.

## Carriera

### Club

#### Sporting Toulon Var
Marcel Dib inizia la sua carriera da professionista con lo SC Toulon nel 1981 ed esordisce la stagione seguente in Division 2 1982-1983, dopo di che il club vola in Division 1 1983-1984. Marcel trova il suo prestigio in squadra durante la stagione 1983-1984 e realizza due stagioni complete come centrocampista difensivo.

#### AS Monaco
La sua performance è tale che attira l'occhio di moltissimi grandi club, e sceglie di andare all'Monaco nel 1985 e forma così, con Claude Puel, un formidabile talento di centrocampisti difensivi.

#### Bordeaux e OM
Nel 1993, tenta l'avventura al Girondins de Bordeaux, ma ci rimane una stagione per ritornare al club della sua città natale: l'Olympique de Marseille, militante in Division 2, a causa di problemi finanziari per il costo aggiuntivo in Ligue 1. Marcel ne diventa il capitano e divenne un simbolo della squadra con Bernard Casoni. Nel 1996, decide di abbandonare il calcio giocato dopo aver raggiunto con l'OM la Ligue 1.

### Nazionale
Il 23 marzo 1988 viene convocato dalla Nazionale per giocare contro la Spagna, match vinto 2-1.

## Palmarès

### Competizioni nazionali
- Campionato francese: 1

Monaco: 1987-88
- Coppa di Francia: 1

Monaco: 1990-91
- Ligue 2: 2

Sporting Toulon Var: 1988
Olympique de Marsiglia: 1991-1992